# Zisterzienserinnenabtei Le Sauvoir
Die Zisterzienserinnenabtei Le Sauvoir war von 1220 bis 1792 ein Kloster der Zisterzienserinnen in Laon, Département Aisne, Frankreich.

## Geschichte
Die Zisterzienserinnenabtei Montreuil-les-Dames gründete 1220 mit Unterstützung des Bischofs von Laon, Anselme de Mauny, ein Kloster in der Nähe von Laon, das 1239 offiziell in den Zisterzienserorden eingegliedert und der Aufsicht von Kloster Foigny unterstellt wurde. 1246 nahm es, nach Ortsverlegung, den Namen Notre-Dame du Sauvoir an (nach lateinisch salvatorium = französisch sauvoir = Fischteich).
Johanna von Flandern († 1333), Tochter von Robert III. von Flandern und seit 1288 Gemahlin von Enguerrand IV. de Coucy († 1310), trat nach dem Tod ihres Mannes in das Kloster ein und wurde Äbtissin. Ihr prächtiger Gisant befindet sich heute in der Kirche Saint-Martin in Laon. Bei der endgültigen Schließung durch die Französische Revolution bestand die Gemeinschaft aus 17 Nonnen. Die letzte Äbtissin war Gabrielle-Louise de Lamire (* 1751). Vom Kloster sind keine Reste übrig, doch erinnert der Name der modernen Kirche Notre Dame du Sauvoir an die einstige Abtei.